# 友好广场站
友好广场站是大连地铁2号线的地铁站，位于中国辽宁省大连市中山区中山路与友好路交叉口西侧，于2015年5月22日开通。

## 车站结构
友好广场站沿中山路东西设置，为地下二层岛式站台车站，车站长182.2米，标准段宽18.9米，车站地下一层为站厅层，地下二层为站台层，站台设置全高站台门。车站东侧设置一条单渡线。
| 地面              | 出入口 | A、C1、C2、D出入口                                                                                              |
| 地下一层          | 站厅   | 客服中心、自动售票机、验票机                                                                                    |
| 地下二层          | 站台   | \| \| \| █ 2号线往大连北站（青泥洼桥） \| \| 島式 · 開左邊车门 \| \| \| \| \| \| █ 2号线往海之韵（中山广场） \| |
|                   |        | █ 2号线往大连北站（青泥洼桥）                                                                                   |
| 島式 · 開左邊车门 |        | |
|                   |        | █ 2号线往海之韵（中山广场）                                                                                     |

## 车站出口
友好广场站目前开放4个出口，近D口设地下连通道通向毗邻的胜利购物广场长廊，C口连通友好广场地下通道，各出口及周围设施如下所示：
| 出口编号            | 照片 | 出口指示       | 建议前往的目的地                             |
| ------------------- | ---- | -------------- | -------------------------------------------- |
| A · 出口 · （设有） |      | 中山路（南侧） | 天安国际大厦，龙泽大厦，国家电网大连供电公司 |
| C · 1 · 出口        |      | 人民路（北侧） | 中央公馆，曼哈顿大厦，大连国贸中心大厦       |
| C · 2 · 出口        |      | 人民路（南侧） | 大连三鑫大厦                                 |
| D · 出口            |      | 中山路（北侧） | 金座广场，大连火车站                         |
| 图例： 设有         |      |                |                                              |

## 接驳交通

### 公交车
- 友好广场：15路、16路、19路、23路、30路、30路加车、405路、409路、531路、701路、701路区间、702路、702路加车、708路、708路加车、708路区间车、710路、710路加车、901路

## 车站历史
车站建设时期工程名为胜利广场站，开通前确定以友好广场站作为车站正式名称。
- 2015年5月22日，车站随2号线一期通车开通[1]。